# ロング・ウェディングロード!〜東京VS大阪ワケアリ婚物語
『ロング・ウェディングロード!〜東京VS大阪ワケアリ婚物語』は、2007年7月30日にTBSテレビ系で21:00 - 22:48に放送されたテレビドラマ。
広末涼子演じる大阪のトラック運転手が東京の医師に見初められ、文化や価値観の違いを乗り越えて結ばれる過程を描いたコメディドラマ。

## キャスト
- 西宮静香 - 広末涼子
- 東翔一 - 永井大
- 西宮佐知代 - 秋野暢子
- 西宮和雄 - 西川きよし
- 西宮貴 - 西川忠志
- 吉田薫 - 紺野まひる
- 東真由 - たくませいこ
- おっちゃん - 二反田雅澄
- 竜テツオ - 山口馬木也
- お好み焼き屋の竹さん - 島田順司
- 西宮あかり - 大森絢音
- 東真一郎 - 内田流果
- 春子 - 正司花江
- 東雅子 - 吉行和子
- 東直之 - 堺正章

## スタッフ
- 脚本 - 西荻弓絵
- プロデュース - 植田博樹
- ディレクター - 吉田秋生